# سام كين
سام كين (بالإنجليزية: Sam Keen)‏ هو فيلسوف وكاتب أمريكي، ولد في 1931.